# صیغه لاوی
صیغه لاوی یا جنگ بنیامینی (انگلیسی: Levite's concubine) روایتی است از کتاب مقدس که در فصل ۱۹، ۲۰ و ۲۱ کتاب داوران ذکر شده‌است. این داستان مربوط به یک لاوی از قبیله افرایم و صیغه (یهودیت) او است. آنها در طی سفر از شهر جبعه متعلق به قبیله بنیامین رد می‌شدند و توسط گروهی که قصد تجاوز گروهی به آن مرد لاوی داشتند، مورد حمله قرار می‌گیرند. او صیغهٔ خود را به این گروه واگذار می‌کند و آنها به او تجاوز می‌کنند تا اینکه این زن از بین می‌رود. پس از مرگ زن در اثر این واقعه، لاوی او را تکه‌تکه می‌کند و بخش‌هایی از بدنش را در سرتاسر اسباط اسرائیل توزیع می‌کند تا مردم را از آنچه اتفاق افتاده آگاه کند. قبایل که از این حادثه خشمگین شده بودند سوگند یاد می‌کنند که هیچ‌کس دخترش را برای ازدواج به بنیامینی‌ها ندهد و جنگی را آغاز می‌کنند که تقریباً این قبیله را نابود می‌کند و تنها ۶۰۰ مرد زنده می‌ماند. با این حال، این آنها از ترس اینکه باعث انقراض کل یک قبیله شوند، از ادامه این اقدام تنبیهی پشیمان شدند و کشتار مردان را متوقف کردند.
برای اطمینان از بقای قبیله بنیامینی، لاویان شهر یابش جلعاد را که هیچ‌یک از ساکنان آن در جنگ یا نذری شرکت نکرده بودند را غارت و قتل‌عام کردند و ۴۰۰ دوشیزه آن را برای بنیامینی‌های باقیمانده به همسری گرفتند. به ۲۰۰ مرد بنیامینی که هنوز فاقد زن بودند نیز اجازه یافتند دخترانی را که در شهر شیلو در هنگام جشن تو بآو می‌رقصند را بربایند.

## داستان

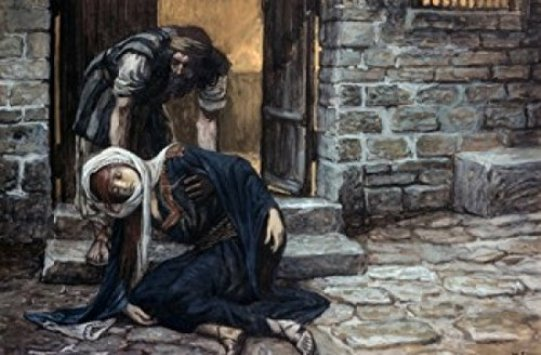
صبح روز بعد مرد لاوی زن در جلوی در خانه یافت.

یک لاوی و صیغه‌اش از بیت‌لحم می‌روند و هنگام شب به جبعه می‌رسند. آنها در میدان شهر منتظر بودند تا کسی پذیرایی کند. پیرمردی - یک بیگانه ساکن آنجا - به آنها رحم کرد و آنها را به خانه خود دعوت کرد. عصرشان با کوبیدن در قطع شد. گروهی از اهالی شهر از صاحب خانه خواستند که لاوی را بیرون بفرستد تا بتوانند به او تجاوز کنند. میزبان سعی کرد با تقدیم دختر باکره خود و کنیز لاوی به جای لاوی، مردان را منحرف کند (داوران ۱۹:۲۴). مردان اما مصر به خواستن خود لاوی بودند، که سرانجام لاوی صیغه اش را «گرفت» و او را از در بیرون راند و به طرف اوباش انداخت. تمام شب او را مورد تجاوز و آزار قرار دادند و صبح او را رها کردند. او راه خود را به سمت در خانه با خزیدن طی کرد و بیهوش بر روی زمین افتاد. صبح، وقتی لاوی بیرون آمد تا برود، دید صیغه او دم در خوابیده‌است. گفت: «برخیز! ما می‌رویم.» (داوران ۱۹:۲۸). جوابی نبود. او ممکن است بیهوش یا مرده بوده باشد. لاوی او را به خانه برد و سپس او را دوازده تکه کرد و یک عضو بدن را برای هر یک از قبایل اسرائیل فرستاد تا به اقدام نظامی علیه قبیله بنیامین دعوت کند.

## تفسیر
این داستان از بسیاری جهات هولناک و توهین‌آمیز است. میزبان لاوی به درستی ترسیده بود، اما چگونه می‌توانست دختر باکره خودش را با خوشرویی به گروهی متجاوز تقدیم کند؟ اقدامات لاوی حتی ناراحت‌کننده تر بود. هیچ غم و اندوهی ابراز نکرد. کلمات سنگدلانه او صبح بعد - «بلند شو، بیا برویم» - از بی‌احساس‌ترین و خشک‌ترین کلمه‌ها در کتاب مقدس هستند. داستان این زن عمیقاً غم‌انگیز است. او بدون توجه به خواسته‌هایش «داده شده» و «گرفته شد». او هیچ صدایی نداشت، تا اینکه سرانجام اعضای بدنش اجازه یافتند در مورد مرگ او «صحبت کنند». حتی در آن زمان، آنها داستان لاوی را گفتند، نه داستان او را. داستان سوالات دشوار زیادی را مطرح می‌کند. چرا این دو مرد پیشنهاد تجاوز به زنان را به اوباش دادند؟ چرا محافظت از مردان مهم‌تر از زنان بود؟ چرا لاوی تا این حد سنگدل بود؟ تلاش برخی از مفسران برای پاسخ به این سؤالات و توجیه رفتار مردان می‌تواند تقریباً به اندازه خود اعمال وحشتناک باشد. مفسران به این نتیجه رسیده‌اند که وقتی مردان پیشنهاد عرضه زنان را به متجاوزان می‌دادند، صرفاً محافظت از خود نبود، بلکه تلاشی برای اجتناب از گناه «جنس غیرطبیعی» بود. انجام تجاوز جنسی برای مردان بدتر بود، تا حدی به این دلیل که زنان ارزش کمتری داشتند، اما همچنین به این دلیل که وقتی زنان مورد تجاوز قرار می‌گرفتند، جنسیت حداقل «طبیعی» بود. این دیدگاه باعث شد که اقدامات آنها قابل درک باشد، هرچند قابل توجیه نبود.

## داستان مشابه
جزئیات این داستان شبیه به داستانی در کتاب پیدایش باب ۱۹ است که در آن دو فرشته از لوط، برادرزاده ابراهیم دیدن کردند. مردان سدوم نیز می‌خواستند به بازدیدکنندگان تجاوز کنند، و لوط به جای آن دو دختر باکره خود را پیشکش کرد. سپس فرشتگان مردان اوباش را کور کردند و همه فرار کردند. با این تفاوت در نسخه داستان کتاب داوران، فرشته ای وجود نداشت. مردان دم در کور نشدند و زن در امان نبود.